# Šahri Sohte
Šahri Sohte (Shahr-e Sūkhté, perz. شهر سوخته, kar pomeni »požgano mesto«), tudi Shahr-e Sukhteh in shahr-i Shōkhta, je arheološko najdišče iz bronaste dobe in predstavlja obsežno urbano naselje, povezano s Jiroftsko kulturo. Nahaja se v provinci Sistan in Balučistan v jugovzhodnem delu Irana, na bregu reke Helmand, ob cesti Zahedan–Zabol. Junija 2014 so ga vključili na seznam Unescove svetovne dediščine.
Razlogi za nepričakovan vzpon in padec Šahri Sohte so še vedno zaviti v tančico skrivnosti. Izkopani artefakti dokazujejo svojevrstno neujemanje z bližnjimi civilizacijami tistega časa in špekulira se, da bi Šahri Sohte končno zagotovil konkretne dokaze civilizacije vzhodno od prazgodovinske Perzije, ki je bila neodvisna od starodavne Mezopotamije.

## Arheologija
Nahajališče pokriva območje 151 hektarjev, zato je Šahri Sohte eno največjih mest na svetu na pragu dobe mest. V zahodnem delu mesta je veliko pokopališče, ki meri 25 ha. Vsebuje od 25.000 do 40.000 antičnih grobov.
Naselje se je pojavilo okoli 3200 let pred našim štetjem. Mesto je imelo štiri stopnje civilizacije in so ga trikrat požgali, nato pa leta 2100 pred našim štetjem opustili.
Lokacijo je odkril in preiskoval Aurel Stein v začetku leta 20. stoletja.
V začetku leta 1967 je bil na mestu izkopavanj Istituto italiano per l' Africa e l' Oriente (IsIAO). Ekipo je vodil Maurizio Tosi. Delo se je nadaljevalo do leta 1978. Po prekinitvi je delo na lokaciji nadaljevala Iranska organizacija za kulturno dediščino in turizem, ekipo je vodil Sajjadi.   O novih odkritjih so poročali od časa do časa.

## Najdbe
- V decembru 2006 so arheologi odkrili najstarejšo znano umetno oko na svetu. [11]  Ima polkrožno obliko in premer malo več kot 2,5 cm. Sestoji iz zelo lahkega materiala, verjetno bitumenske paste. Površina umetnega očesa je prekrita s tanko plastjo zlata, graviranega z osrednjim krogom (ki predstavlja zaslonko) in zlatih linij potiskanih kot sončni žarki. Ženska, ki so jo našli z umetnim očesom je bila 1,82 m visoka, kar je precej več od običajnih žensk tistega časa. Na obeh straneh očesa so bile izvrtane drobne luknjice, s pomočjo katerih bi lahko zlata nit držala zrklo na mestu. Mikroskopska raziskava je pokazala, da je očesna jamica pokazala jasne odtise zlatih niti, ki so morale zrkla nositi. Žensko okostje je datirano med 2900 in 2800 pred našim štetjem. [12]

- Našli so najstarejšo igro backgammon, s kockami in semeni kumine, skupaj s številnimi kovinskimi najdbami (npr. žlindra in koščki lončka).

- Drugi predmeti, najdeni v mestu so človeške lobanje, ki označujejo prakso operacije možganov in posvetne kelihe, za kar arheologi menijo, da prikazujejo prve družabne dogodke.

### Starodavni sli
V enem od najnovejših odkritij je ekipa iranskih in britanskih antropologov, ki delujejo na pokopališču v mestu iz 3. tisočletja pred našim štetjem, identificirala jahača na kameli, za katerega menijo, da je sel (kurir) iz antičnih časov.
Študije posmrtnih ostankov, ki pripadajo človeku razkrivajo dokaze o deformacijah kosti, ki kažejo, da je bil profesionalni jahač in je najverjetneje preživel večino svojega življenja na kameljem hrbtu.
Indikacije jahanja so vidne na kosti desne noge moškega, ki je umrl v starosti od 40 do 45 let. Oteklina kaže, da je neprekinjeno delal kot profesionalni jahač od najstniških let. Oblike otekline na spodnjem delu nožne kosti kažejo, da je uporabljal svojo desno nogo za dvig na žival, kar kaže, da je jahal na veliki živali kot je kamela ali vol. Znanstveniki verjamejo, da je bil človek verjetno sel, ki je redno potoval na kameljem hrbtu.

### Ženska vloga
Nekateri paleoantropologi verjamejo, da je imela mati v Šahri Sohte pomembno vlogo pri sociali in financah. 5000 let stare insignije, narejene iz rečnih kamenčkov, verjamejo, da so pripadale samo uglednim prebivalcem mesta in so jih našli v grobovih nekaterih državljank. Prav tako nekateri verjamejo, da so ženski lastniki insignij te uporabljale za pečatenje dragocenih dokumentov. Drugi menijo, da so lastniki lahko uporabili pečat, da bi izrazili svoj vzvišeni položaj v družbi.

### Spretnosti
Paleopatološke študije na 40 zobeh, ki so jih odkrili na pokopališču kažejo, da so prebivalci mesta uporabljali svoje zobe kot orodje za tkanje oziroma pletenje košar in drugih ročno izdelanih izdelkih.
"Več kot 40 zobnih poškodb so ugotovili, od katerih najbolj znana pripada mladi ženski, ki je uporabljala zobe kot orodje za tkanje košar in podobnih izdelkov" je dejal Farzad Forouzanfar, direktor oddelka za antropologijo Anthropology Department of Iran's Archeology Research Center in vodja ekipe antropologov na Šahri Sohte v intervjuju z CHN.
Uporaba zob kot orodja je vidna tako pri moških kot ženskah v različnih starostnih skupinah. Dokazi kažejo, da je bilo tkanje v prazgodovinskem mestu več kot hobi. To je bil eden izmed najbolj razširjenih poklicev v mestu, ki zahtevalo posebno znanje. Tkali so različne izdelke, kot so preproge, košare in druge gospodinjske predmete.
Študije, ki so trenutno v teku izvajajo antropologi iz Archeology Research Center in England's Newcastle University. Znanstveniki upajo, da bodo raziskave drobcev kosti in zob najdenih v različnih delih mesta, še posebej tistih, ki so jih odkrili na pokopališču, lahko razvozlale skrivnosti nekaj najpogostejših poklicev, ki so jih prebivalci regije prakticirali.
Izkopavanja na Šahri Sohte tudi kažejo, da so bili prebivalci civilizirani ljudje, ki so bili tako kmetje kot obrtniki.